# Hauteville-sur-Fier
Hauteville-sur-Fier is een gemeente in het Franse departement Haute-Savoie (regio Auvergne-Rhône-Alpes) en telt 796 inwoners (2004). De plaats maakt deel uit van het arrondissement Annecy.

## Geografie
De oppervlakte van Hauteville-sur-Fier bedraagt 4,9 km², de bevolkingsdichtheid is 162,4 inwoners per km².
De onderstaande kaart toont de ligging van Hauteville-sur-Fier met de belangrijkste infrastructuur en aangrenzende gemeenten.

## Demografie
Onderstaande figuur toont het verloop van het inwonertal (bron: INSEE-tellingen).